# Pavel Miki a druhové

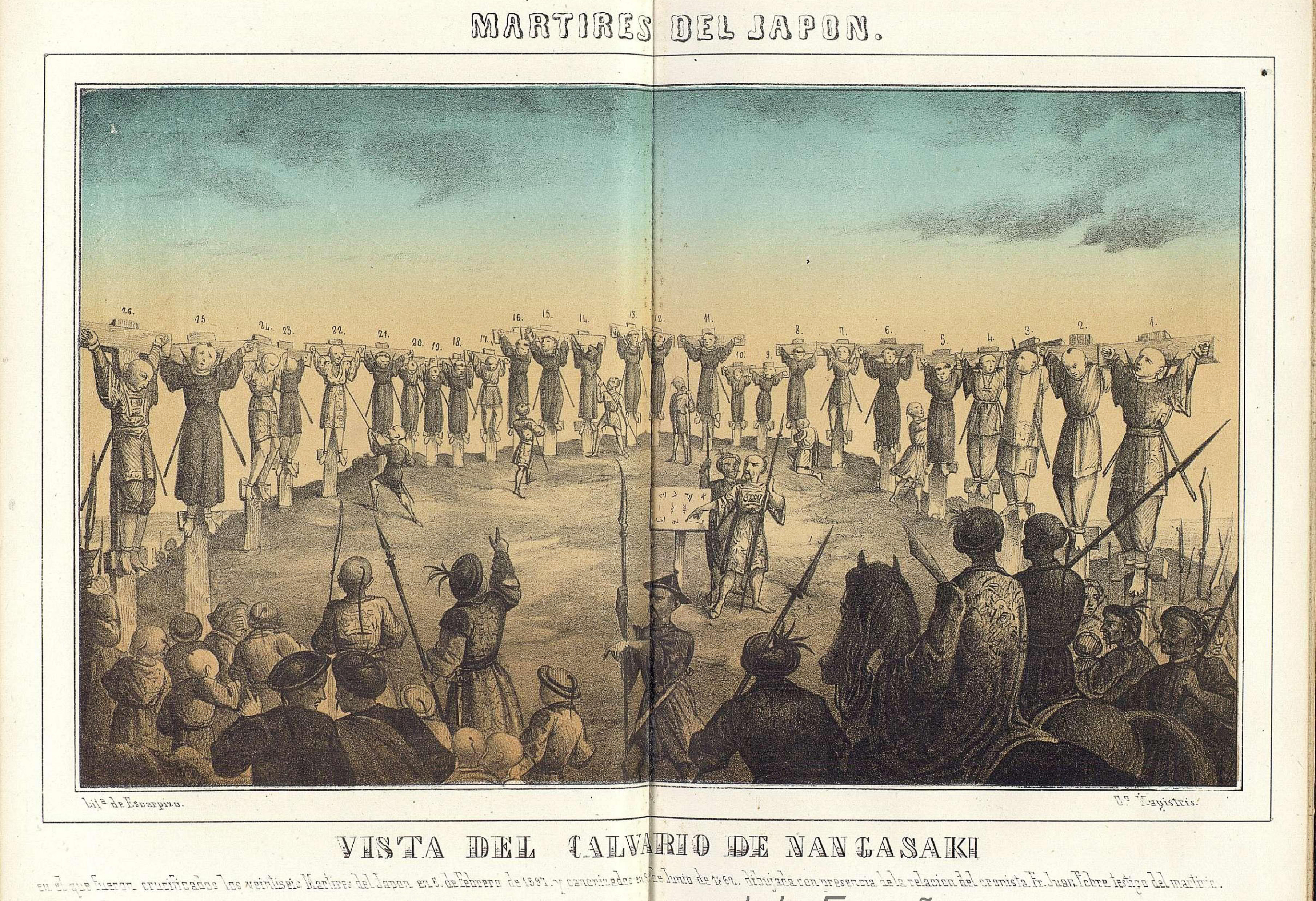
Poprava 26 japonských mučedníků

Svatí Pavel Miki a druhové, také Mučedníci z Nagasaki nebo 26 japonských mučedníků byli japonští křesťané, kteří jako první na Dálném východě pro své křesťanské přesvědčení podstoupili dne 5. února 1597 mučení a smrt.

## Misie v Japonsku
Od zahájení první křesťanské misie 15. srpna 1549, kterou na Dálném Východě založil a vedl jezuita sv. František Xaverský, se během půl století rozrostl počet křesťanů v Japonsku na úctyhodných 300 000. Následovala první vlna krutého pronásledování. 
V Nagasaki 5. února 1597 byla jako první ukřižována skupina 26 křesťanů, mezi nimiž bylo 6 španělských misionářů, 2 japonští jezuité a 17 japonských laiků.
Nejznámější z nich a nejčastěji vyobrazení byli tři jezuité: Pavel Miki (Paulus Michi), Jakobus Kisai a Jan Goto.
Dochovalo se svědectví o řeči, kterou pronesl Pavel Miki přibitý na kříži.
| „ | Když jsem dospěl až sem, předpokládám, že nikdo z vás si nemyslí, že bych teď nechtěl mluvit pravdu. A proto vám prohlašuji, že není jiné cesty ke spáse, než ta, kterou jdou křesťané. Tato cesta mě učí, abych odpustil nepřátelům a všem, kteří mně ublížili. Proto rád odpouštím králi a všem, kteří mě přivedli na smrt, a prosím je, aby ochotně přijali křesťanský křest. | “ |

## Seznam mučedníků

### Jezuité
- Pavel Miki (*1565)
- Jan Sōan (*1578)
- Jakub Kisai (*1533)

### Františkáni
- Gonzalo García (*1562) – zahraniční misionář
- Francisco Blanco (*asi 1567) – zahraniční misionář
- Pedro Bautista Blásquez (*1542) – kněz, zahraniční misionář
- Martín de la Ascensión (*1567) – kněz, zahraniční misionář
- Felipe de las Casas Ruiz (*1571) – zahraniční misionář
- Francisco de San Miguel – zahraniční misionář

### Laici, františkánští terciáři
- František Fahelante (*1543)
- Bonaventura z Meaka
- Kosma Takeya
- Jan Kinoya (Kisaka) (*1568)
- Antonín z Nagasaki (Deynam) (*1584)
- Jáchym Sakakibara – (*1556
- Gabriel z Duiska (z Meaka) (*1577)
- Františka z Meaka
- Lev Karasuma
- Ludvík Ibaraki (*1584)
- Matěj z Meako
- Michael Kozaki (*1551)
- Pavel Ibaraki
- Pavel Suzuki (*1563)
- Petr Sukejirō
- Tomáš Kozaki (*asi 1582)
- Tomáš Dangi

## Ikonografie
- V malbě nebo v grafice jsou nejčastěji vyobrazeni tři nebo čtyři svatí Japonci, a to Miki a jeho dva až tři druhové, trpící na kříži, odění v dlouhém bílém rouchu nebo v černé klerice (jako jezuité). Jejich tváře jsou stejné, nemají portrétní fyziognomii. V českých jezuitských kostelech bývá jejich malý obrázek umístěn na predele oltáře nebo v nástavci oltářního obrazu svatého Františka Xaverského, (například u sv. Mikuláše na Malé Straně).
- V drobných formátech 3 mučedníci bývají zpodobeni se svými mučiteli, kteří mají fyziognomii Japonců (šikmé oči, černé vlasy stažené do ohonu, a oděni jsou v krátkém kimonu) a bodají je kopím do boku.  Někdy kříže stojí v močále, nebo jsou světci ukřižování hlavou dolů s ranami na krku, z nichž vytéká krev.
- Sochy v životní velikosti stojící nebo opírající se o mohutný kříž z kmene stromu a kopí se vyskytují také na oltářích svatého Xaveria, například na bočním oltáři kostela svatého Ignáce v Praze.

## Úcta
Blahořečeni byli dne 14. září 1627 papežem Urbanem VII. Svatořečeni byli 8. června 1862 papežem bl. Piem IX.
Jejich památka je slavena 6. února.